# 과립 (세포생물학)
세포생물학에서 과립(granule)은 작은 입자이다. 광학 현미경으로 거의 볼 수 없는 모든 구조를 과립이라고 부를 수 있다. 과립이라는 용어는 분비 소포를 가리키는 데 가장 자주 사용된다.

## 백혈구에서
과립구라고 하는 백혈구의 그룹은 과립을 포함하고 면역계에서 중요한 역할을 한다. 자연 살해 세포(NK 세포)와 같은 특정 세포의 과립에는 이웃 세포의 용해(lysis)를 유발할 수 있는 성분이 들어 있다. 백혈구의 과립은 아주르친화성 과립이나 특이과립으로 분류된다. 백혈구 과립은 면역학적 자극이 주어지면 그에 대한 반응으로 탈과립을 통해 방출된다.

## 혈소판에서
혈소판의 과립은 고밀도 과립과 알파 과립으로 분류된다.
α-과립은 혈소판의 고유한 구조이다. 직경은 200-500 nm이며 혈소판 부피의 약 10%를 차지합한. 이들은 주로 단백질, 막 관련 수용체(예: αIIbβ3, P-셀렉틴), 가용성 카고 분자(예: 혈소판 인자 4, 피브리노겐)를 포함하고 있다. 단백질체 연구에서는 지혈(예: 폰 빌레브란트 인자, 응고인자 V), 염증(예: CXCL1, 인터루킨 8과 같은 케모카인), 상처 치유(예: 혈관내피성장인자, 섬유아세포성장인자 3)를 비롯한 다양한 기능에 관여하는 300개 이상의 가용성 단백질을 확인했다.
고밀도 과립(δ-과립)은 혈소판당 3-8개 존재하며, 두 번째로 풍부한 혈소판의 과립이다. 직경은 약 150nm이다. 혈소판에 고유한 과립이며 멜라노솜, II형 폐포세포의 층판소체, 세포독성 T세포의 용해 과립도 포함하는 그룹인 리소좀 관련 소기관(LRO)의 하위 유형에 속한다. 고밀도 과립은 주로 생체 활성 아민(예: 세로토닌, 히스타민), 아데닌 뉴클레오타이드, 폴리인산염, 피로인산염뿐만 아니라 높은 농도의 양이온, 특히 칼슘 이온을 포함하고 있다. 이 과립은 높은 양이온 농도로 인해 전자현미경으로 관찰했을 때 전자 밀도가 높게 나타나 이런 이름이 붙여졌다.
다른 혈소판 과립도 존재한다. 혈소판은 혈소판당 약 1-3개의 리소좀과 퍼옥시솜을 포함하며, 이들이 혈소판에서 특이적으로 수행하는 기능은 아직 불분명하다. 리소좀의 세포외 배출은 일반적으로 베타 헥소사미니데이스와 같은 방출된 리소좀 효소의 양을 추정하여 평가한다. 톨유사수용체 9(TLR9)와 단백질 이황화물 이성질화효소(PDI)의 존재로 정의되는 전자 고밀도 과립(T granule)도 기술되었지만, 그 존재는 여전히 논란의 여지가 있다. PDI나 기타 혈소판 매개 티올 이성질화효소는 거핵 세포의 소포체에서 유래된 비과립 구획 내에 싸여 있다고 보고되었다.

## 베타 세포의 인슐린 과립

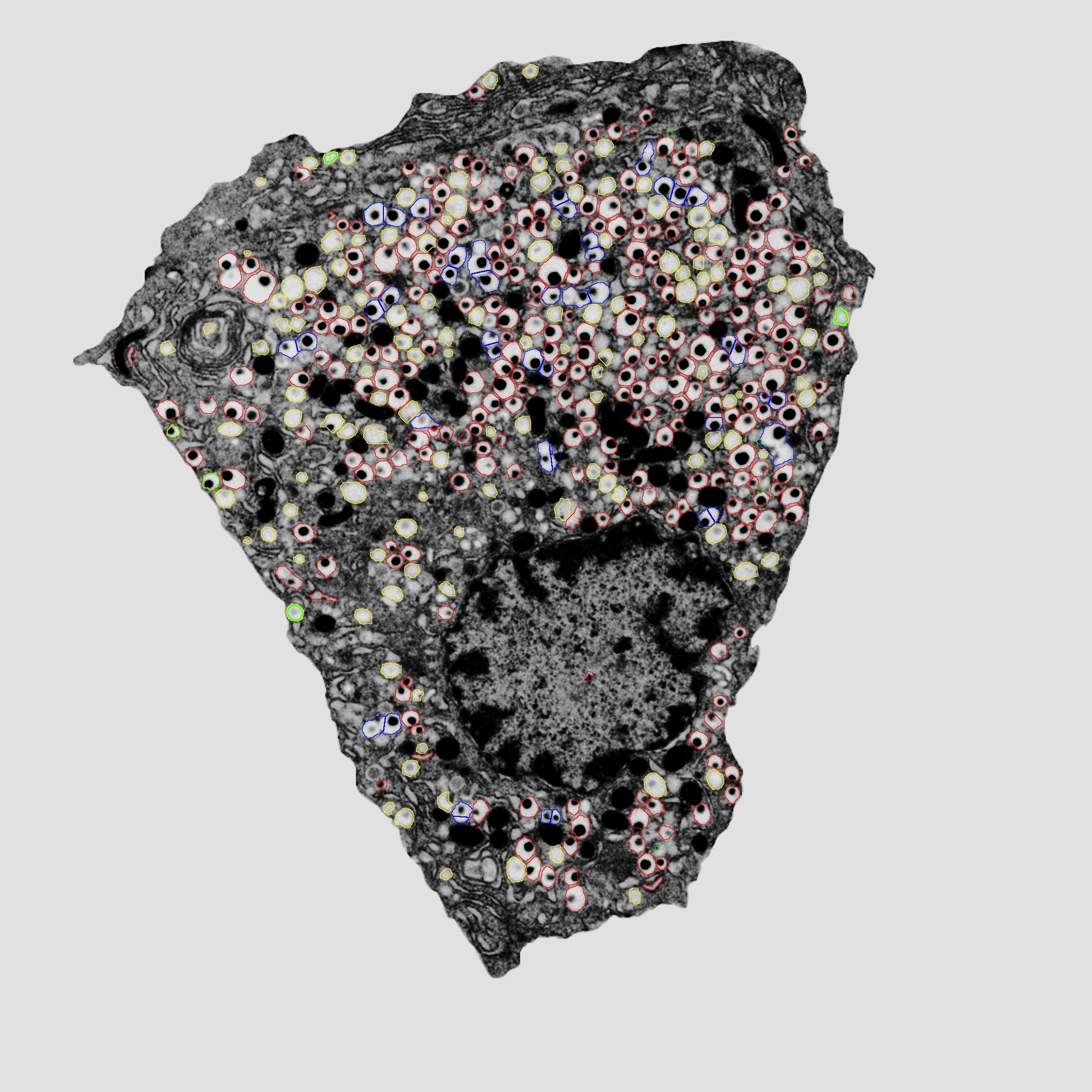
인슐린 과립이 있는 베타 세포는 헤일로(halo)라고 하는 흰색 영역으로 둘러싸인 짙은 검은색 반점으로 나타난다.

이자에서 발견되는 특이 유형의 과립은 인슐린 과립이다. 인슐린은 혈액 내 포도당의 양(혈당)을 조절하는 데 도움이 되는 호르몬이다.
인슐린 과립은 분비 과립으로 세포에서 혈류로 내용물을 방출할 수 있다. 이자의 베타 세포는 인슐린을 저장하고 적절한 시기에 분비하는 역할을 한다. 베타 세포는 방출을 정밀하게 제어하기 위해 특이한 기전을 사용한다.

### 인슐린 과립 성숙 과정
미성숙 인슐린 과립은 아래 나열된 성숙 과정에서 선별 챔버 역할을 한다. 인슐린과 기타 불용성 과립 성분은 과립 내에 남는다. 다른 가용성 단백질과 과립 부분은 클라트린으로 코팅된다. 단백질분해과정은 분비 과립에서 원하지 않는 부분을 제거하여 성숙한 과립을 형성한다.
인슐린 과립은 3단계로 성숙된다. (1) 분비 과립은 산성을 띄기 때문에 과립의 내강이 산성화된다. (2) 프로인슐린은 단백질분해과정을 통해 인슐린이 된다. 엔도프로테이스인 PC1/3과 PC2는 이러한 프로인슐린에서 인슐린으로의 변환을 돕는다. (3) 클라트린 단백질 코팅이 제거된다.

## 식물 세포
과립은 식물 세포의 세포 소기관으로도 존재하며, 액포나 핵질처럼 물질을 담고 있다. 구체적으로는 식물 세포에서 녹말을 보관하는 작은 용기 역할을 한다.

### 녹말
광합성에서 식물은 빛에너지를 사용하여 이산화탄소로부터 포도당을 생산한다. 포도당은 주로 엽록체, 특히 녹말체와 같은 색소체에 전분 과립 형태로 저장된다. 성장기가 끝날 무렵, 전분은 새싹 근처의 가지에 축적된다. 열매, 씨앗, 땅속줄기, 덩이줄기는 다음 성장기를 준비하기 위해 전분을 저장한다.